# Janiszewko
Janiszewko (do 1945 niem. Neu-Janischau) – wieś kociewska w Polsce położona w województwie pomorskim, w powiecie tczewskim, w gminie Pelplin przy drodze wojewódzkiej nr 230.
| SIMC    | Nazwa       | Rodzaj |
| ------- | ----------- | ------ |
| 1067006 | Wybudowanie | osada  |

W latach 1975–1998 miejscowość administracyjnie należała do województwa gdańskiego.
Janiszewko jest dawną wsią włościańską położoną na lewym brzegu rzeki Wierzycy, ulokowaną w 1870 roku, liczącą około 20 domów mieszkalnych i 184 mieszkańców. We wsi działa ochotnicza straż pożarna.
Obiekty o wartościach kulturowych
Budynek mieszkalny nr 4
Zbudowany około 1890 roku, o formie architektonicznej analogicznej jak dom przy ulicy Mickiewicza nr 20 w Pelplinie. Usytuowany we wschodniej pierzei drogi, murowany z cegły, o licowanych elewacjach. Na planie prostokąta, parterowy, z częściowo mieszkalnym poddaszem w dwuspadowym dachu i frontową wystawką na przedłużeniu pozornego ryzalitu. Elewacje dzielone ceglanym fryzem nad parterem oraz z wyjątkiem szczytu, w partii okapu. Elewacja frontowa symetryczna, 5-osiowa, z 2-osiowym ryzalitem pozornym, zwieńczonym trójkątnym szczytem ze sterczynami.
Budynek mieszkalny nr 17
Wzniesiony na początku XX wieku, o charakterze podmiejskiej willi, usytuowany na zachodniej pierzei ulicy, w głębi posesji. Murowany z cegły, otynkowany, z tynkową dekoracją. Na planie prostokąta, z werandą od strony południowej i dobudówką od zachodu. Parterowy, z częściowo mieszkalnym poddaszem w naczółkowym dachu, od frontu z wystawką powyżej pozornego ryzalitu. Elewacje z profilowanymi gzymsami wydzielającymi cokół i parter budynku. Wszystkie okna w gładkich, tynkowych opaskach, frontowe z płycinami pod parapetem i gzymsami odcinkowymi w nadprożach. Elewacja frontowa 7- osiowa, w obrębie pozornego ryzalitu, na parterze, otwór drzwiowy ujęty wąskimi okienkami, powyżej dwa okna oraz okienko koliste pod naczółkiem dachu.